# 金子万寿夫
金子 万寿夫（金子 萬壽夫、かねこ ますお、1947年（昭和22年）1月11日 - ）は、日本の政治家。自由民主党所属の元衆議院議員（3期）。勲等は旭日重光章。
鹿児島県議会議員（6期）、同議長を歴任。

## 経歴
アメリカ合衆国占領下の奄美大島大島郡瀬戸内町に生まれる。鹿児島県立大島高等学校卒業。1972年、瀬戸内町議会議員に初当選。衆議院議員保岡興治の秘書を経て、1991年より鹿児島県議会議員に6回連続当選。この間は自由民主党に所属し、県議会議長、全国都道府県議会議長会会長などを歴任した。
2014年4月、徳田毅の辞職を受けて実施された衆議院鹿児島2区補欠選挙に、自由民主党公認候補（公明党推薦）として立候補し、民主党などが推薦した打越明司らを抑えて初当選した。同年12月に行われた第47回衆議院議員総選挙で再選。
2017年10月に行われた第48回衆議院議員総選挙で3選。
2021年10月31日投開票の第49回衆議院議員総選挙で無所属で立候補した前鹿児島県知事の三反園訓に敗れ落選。
選挙後の2022年10月26日、記者会見で政界引退を正式表明した。
2024年、旭日重光章受章。

## 政策
- 憲法改正と集団的自衛権の行使に賛成[13]。
- アベノミクスを評価する[13]。
- 原発は日本に必要[13]。
- 首相の靖国神社参拝は問題ない[13]。
- 特定秘密保護法は日本に必要[13]。
- 選択的夫婦別姓制度の導入について、2016年の西日本新聞によるアンケートで、「結婚したら夫婦同姓か夫婦別姓を自由に選べるようにすべき」としている[14]。一方、2014年のアンケートでは、反対、としていた[15]。

## 人物・不祥事

### 統一教会との関係
- 2021年5月に世界平和統一家庭連合（旧・統一教会）の関連団体「鹿児島県平和大使協議会」が開いたイベント「鹿児島未来フォーラム2021」の後援申請資料に、小里泰弘、保岡宏武とともに顧問として記載された。理事には自民党県議の酒匂卓郎と柴立鉄平が名を連ねた[16]。
- 2021年6月11日、統一教会の関連団体「天宙平和連合」が創設した世界平和国会議員連合の日本の議員連盟「日本・世界平和議員連合懇談会」の総会が衆議院第一議員会館で開催。金子を含む20人の国会議員が出席し[17]、金子は幹事に就任した。同議連は前年に設立された団体で、初代会長は大野功統だった[18][19]。総会で会長に選出された原田義昭は6月15日、フェイスブックにその旨を記載するとともに、出席議員と国際勝共連合会長の梶栗正義がガッツポーズをする写真を掲載した[17][19]。翌16日、原田は投稿から写真だけ削除した[20]。教団は同年10月の衆院選に立候補した議連参加者を支援し、電話かけなどを熱心に行った[17]。
- 2022年7月23日に開催が予定されていた天宙平和連合が主催する自転車イベント「ピースロード2022 in鹿児島」の実行委員会の顧問を、小里泰弘、保岡宏武とともに務めた。なおイベントは中止された[21]。

### その他
- ジャーナリストの横田一は『日刊ゲンダイ』（2014年4月19日）において、2014年4月15日の衆議院鹿児島2区補欠選挙の告示以降においても金子のポスターが、国道沿いの街路樹や電柱・ガードレールなどに大量に掲示されていたことを指摘した[22][信頼性要検証]。公職選挙法は145条で選挙期間中に前述のような公共物へのポスター掲示は禁止されており、他陣営がポスターの撤去を申し入れても、金子陣営は意に介さず掲示を続けた[22]。
- 鹿児島県発注の海上工事談合事件で、独占禁止法違反（不当な取引制限）で公正取引委員会の排除措置命令を受けた県内の建設会社から、指名停止後も献金を受けていた[23]。

## 所属団体・議員連盟
- 自民党たばこ議員連盟[24]
- 日本会議国会議員懇談会[25]
- 神道政治連盟国会議員懇談会[25]
- 日本の印章制度・文化を守る議員連盟（幹事）[26]